# Estanys de Perafita
Les estanys de Perafita sont un ensemble de deux lacs de montagne situés en Andorre dans la paroisse d'Escaldes-Engordany.

## Toponymie
Estany provient du latin stagnum (« étendue d'eau ») qui a également donné estanque en espagnol et « étang » en français,. Perafita est formé de l'accollement de pera et fita. Pera provient du latin petra (« pierre ») et constitue une forme archaïque du catalan pedra tandis que fita signifie en catalan « borne ». Il s'agit donc d'une pierre marquant une limite, dans ce cas celle entre l'Andorre et l'Alt Urgell.

## Géographie

### Hydrographie
Ces deux lacs, tous deux d'une superficie de 0,8 ha, sont situés à 2 364 m et 2 466 m d'altitude,. Leurs eaux s'écoulent ensuite par le riu de Perafita avant de rejoindre le riu Madriu puis la Valira d'Orient.
| \| Estanys de Perafita \|                                                     |            |
| Les estanys de Perafita sur la carte des bassins hydrographiques de l'Andorre | Riu Madriu |
| Estanys de Perafita                                                           |            |

### Orographie
Les estanys de Perafita appartiennent à la vallée du Madriu-Perafita-Claror, classée au patrimoine mondial de l'UNESCO. Ils sont immédiatement situés en contrebas de la frontière espagnole, qui est marquée à moins d'1 km au sud par le port de Perafita (2 587 m) séparant le Tossal de la Truita (2 753 m) du pic del Sirvent (2 749 m).
Comme l'ensemble de la principauté d'Andorre, les estanys de Perafita appartiennent à la chaîne axiale primaire des Pyrénées. Le socle rocheux, comme dans tout le Sud-Est andorran, est de nature granitique, en raison de la présence du batholite de Mont-Louis-Andorre qui s'étend jusqu'en Espagne et couvre une surface de 600 km2.
| \| Estanys de Perafita \|                                    |                    |
| Les estanys de Perafita sur la carte géologique de l'Andorre | Le pic del Sirvent |
| Estanys de Perafita                                          |                    |

## Randonnée

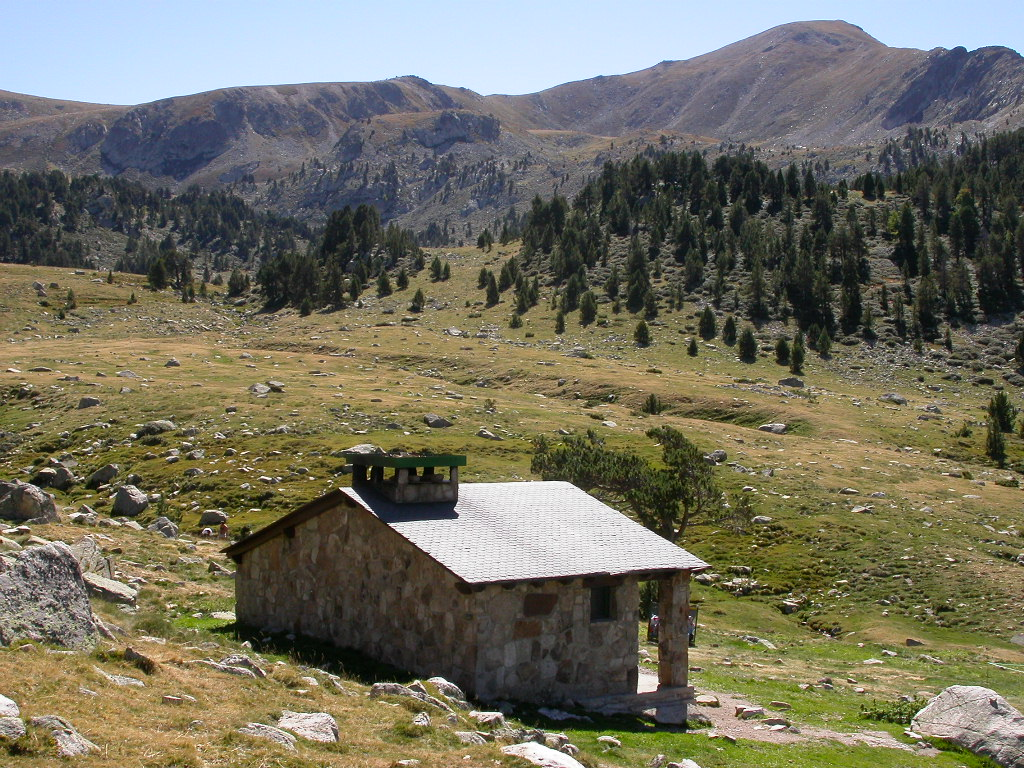
Le refuge de Perafita

Comme le reste de la vallée, les lacs sont accessibles par le GR 11. Le refuge de Perafita, d'une capacité d'accueil de 6 personnes,, se trouve environ 1 km au nord.

## Faune et flore
- Omble de fontaine[13]
- Truite fario[13]